# Blíževedly
Blíževedly è un comune della Repubblica Ceca facente parte del distretto di Česká Lípa, nella regione di Liberec.